# ویردن، نیومکزیکو
ویردن (به انگلیسی: Virden) یک روستا (ایالات متحده آمریکا) در ایالات متحده آمریکا است که در شهرستان هیدالگو، نیومکزیکو واقع شده‌است.
 ویردن ۰٫۵۵ کیلومتر مربع مساحت و ۱۵۲ نفر جمعیت دارد و ۱٬۱۴۷ متر بالاتر از سطح دریا واقع شده‌است.